# NGC 6124

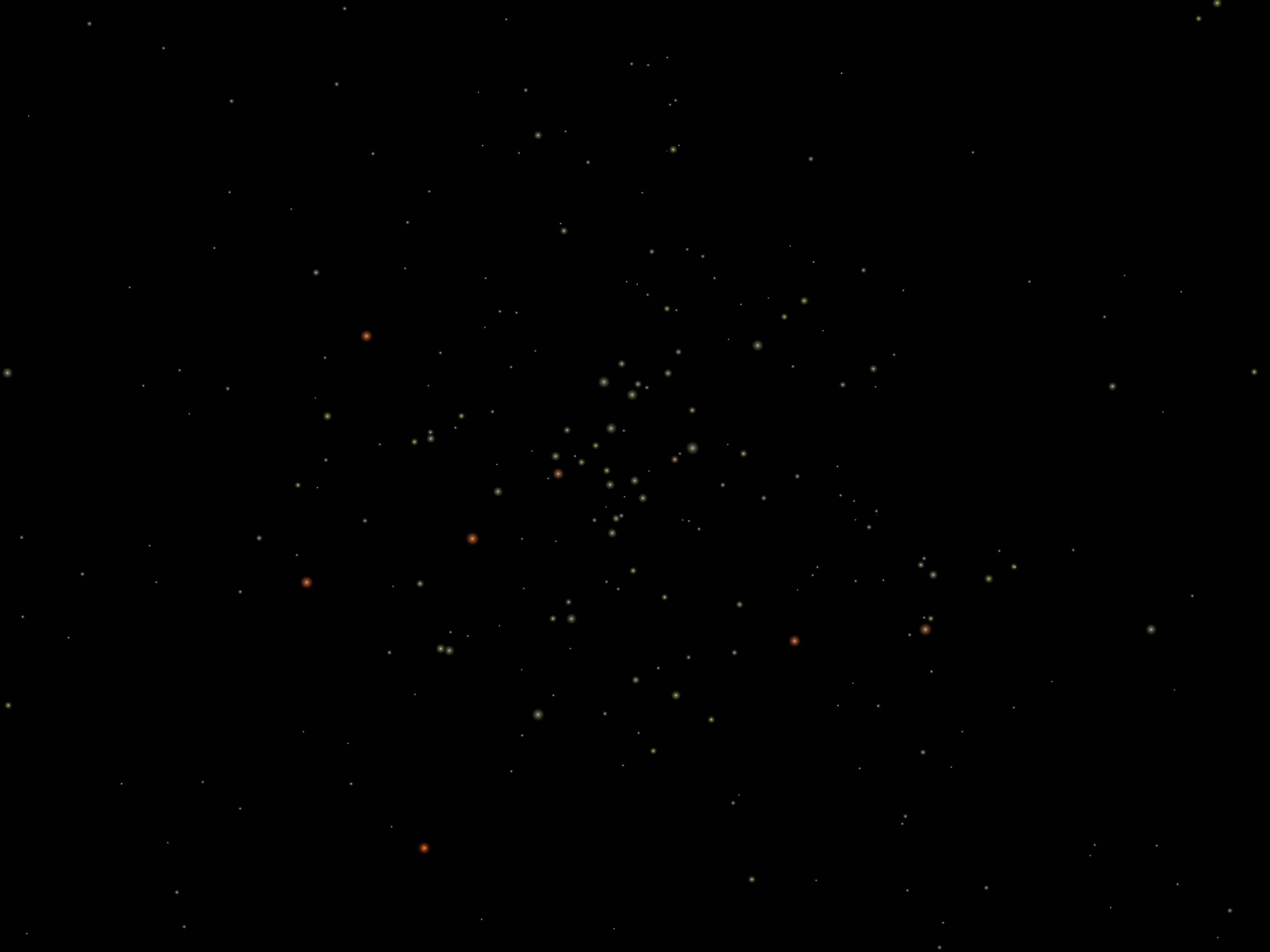
NGC 6124

NGC 6124 sau Caldwell 75 este un roi deschis din constelația Scorpionul. Se află la o depărtare de 18 600 ani-lumină și a fost descoperit de Abbe Lacaille în 1751.